# Alvite (Moimenta da Beira)
Alvite es una freguesia portuguesa del concelho de Moimenta da Beira, con 20,31 km² de superficie y 1.428 habitantes (2001). Su densidad de población es de 100 hab/km².